# Polizei (Belgien)
Integrierte Polizei (niederländisch geïntegreerde politie; französisch police intégrée) ist in Belgien die Kurzbezeichnung für den seit 2001 bestehenden „auf zwei Ebenen strukturierten integrierten Polizeidienst“.
Polizeiliche Notrufnummer ist 101.

## Geschichte
Im Jahr 1795 kamen die belgischen Provinzen unter französische Herrschaft. Zu dieser Zeit wurde am 10. Juli 1796 die Gendarmerie gegründet. 1815 wurden die belgischen Provinzen Teil des Vereinigten Königreichs der Niederlande. Die Niederländer benannten die Gendarmerie in „Marechaussee“ um und organisierten die Truppe neu.
Im Jahr 1830 fand die Belgische Revolution statt. Nach der Erlangung seiner Unabhängigkeit schuf der neue belgische Staat auf der Grundlage der bereits bestehenden Marechaussee eine eigene nationale Gendarmerie. Die Gendarmen waren im ganzen Land tätig. Daneben gab es kommunale Polizeieinheiten und ab 1919 die Justizpolizei (Gerechtelijke Politie bij de Parketten/Police judiciaire des parquets).
Seit ihrer Gründung war die Gendarmerie formell Teil der belgischen Armee und hatte daher in den Weltkriegen auch eine militärische Rolle als Militärpolizei und im Rahmen der Territorialverteidigung. Die Gendarmerie wurde 1992 in eine zivile Polizeiorganisation umgewandelt, ihr wurden zudem  Einheiten der „Police spéciale“ zugegliedert, darunter die Bahnpolizei, die Wasserschutzpolizei und die Flughafenpolizei.  Die Gendarmerie behielt diesen Status bis zum 1. Januar 2001, als sie u. a. als Folge der Affäre Dutroux zusammen mit den anderen in Belgien bestehenden Polizeikräften (lokale Korps und die Justizpolizei) aufgelöst und durch die Föderale Polizei und die lokalen Polizeien als integrierte Polizei ersetzt wurde. Die Föderale Polizei ging dabei im Wesentlichen aus der Gendarmerie hervor.

## Kennzeichnungspflicht
Siehe auch
Nach dem Polizeirecht besteht eine Kennzeichnungspflicht für Polizeibeamte. Die Beamten tragen auf Brusthöhe ihrer Uniform ein Namensschild. Auf dem sind ihr Familienname, ihre Dienstbezeichnung, ihre Dienststelle und ihr Dienstgrad als Symbol (z. B. als Stern) vermerkt. Bei besonderen Einsätzen kann sich der Polizeibeamte dafür entscheiden, das Namensschild durch ein Schild mit mehreren Zahlen zu ersetzen, die mit dem Einsatz verbunden wird. Diese Zahl wird aus fünf Zahlen zusammengesetzt und ist auf die Identifikationsnummer des Polizeibeamten zurückzuführen.
Zusätzlich führen die Polizeibeamten einen Dienstausweis mit sich, auf dem ihr Vor- und Zuname, ein Bild, eine Identifikationsnummer, das Polizeilogo und die Nationalflagge abgedruckt sind. Die Worte „Polizei“ und „Königreich Belgien“ sind in den drei offiziellen Amtssprachen (Niederländisch, Französisch, Deutsch) abgedruckt. Die Kennzeichnungspflicht gilt für alle Einheiten der belgischen Polizei.

## Organisation
Die integrierte Polizei gliedert sich heute in die Föderale Polizei und die lokalen Polizeikorps (Art. 2 Nr. 2, Art. 3 GIP).

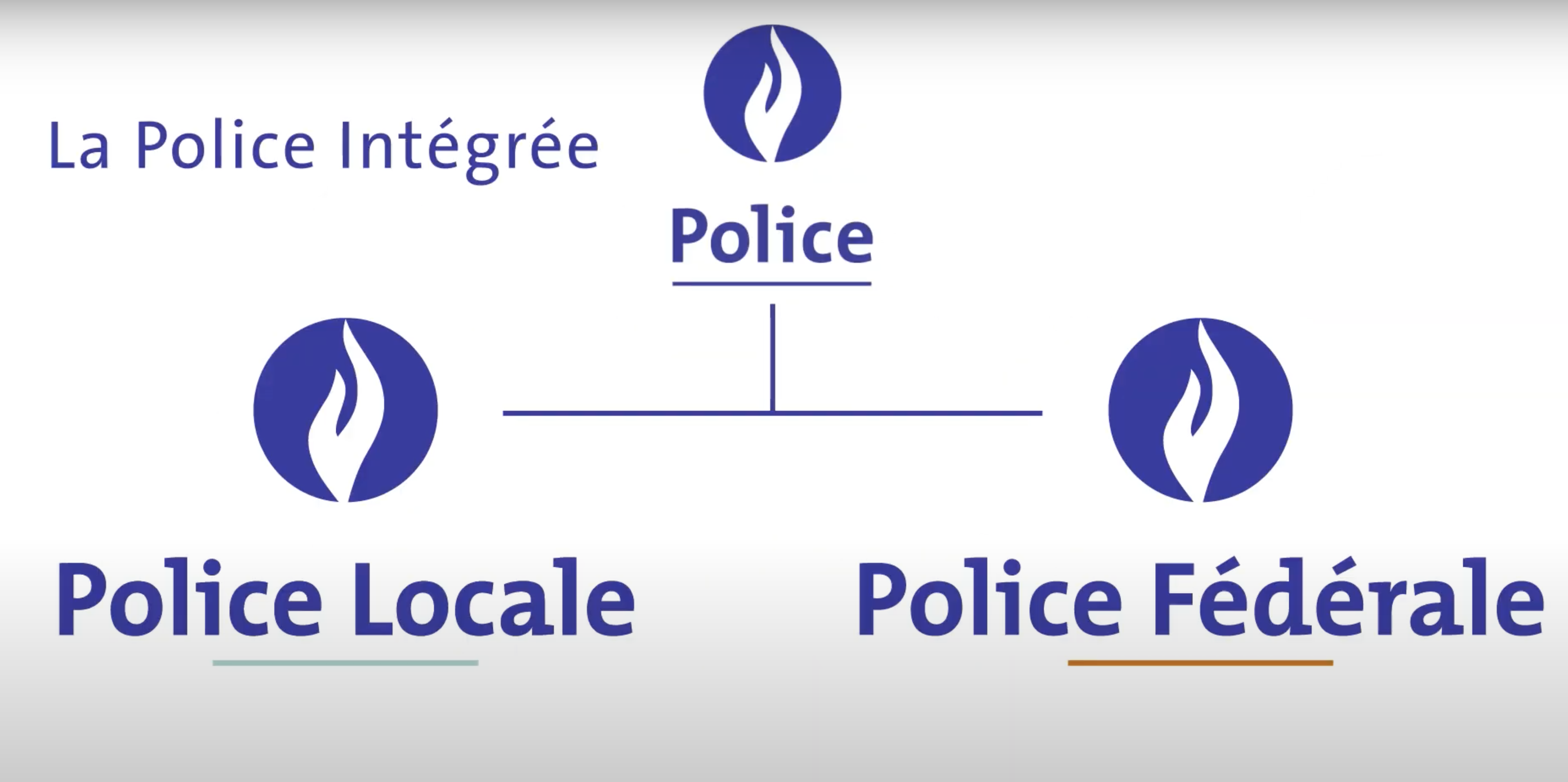
Unterschiede im Logo

Die auf zwei Ebenen strukturierte (Föderale und Lokale) Polizei wird durch ein einheitliches Logo symbolisiert, durch die Farben Ockergelb der Föderalen Polizei und Hellblau der Lokalen Polizei lassen sich die beiden Ebenen unterscheiden. Am Unterstrich unter dem Logo oder dem Polizeischriftzug kann man erkennen, um welche Ebene es sich handelt.

### Föderale Polizei
Die föderale Polizei besteht aus einem Generalkommissariat und drei Generaldirektionen: der Generaldirektion Ressourcenmanagement und Information sowie den zwei operativen Generaldirektionen Verwaltungspolizei und Gerichts-/Kriminalpolizei (Art. 93 § 1 GIP). Nachgeordnet sind zentrale und dekonzentrierte Direktionen und Dienste; die dekonzentrierten sind in ihren Amtsbereichen an den 12 Gerichtsbezirken orientiert. So bestehen beispielsweise 14 dekonzentrierte Gerichts-/Kriminalpolizeidirektionen (die Gerichtsbezirke Brüssel und Hennegau sind insofern zweigeteilt). Ein königlicher Erlass regelt die Organisation der föderalen Polizei genauer.

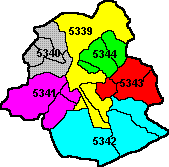
Polizeizonen und Gemeindegrenzen in der Region Brüssel-Hauptstadt

Das Amt des Generalkommissars übt seit dem 15. Juni 2018 der Erste Hauptkommissar Marc De Mesmaeker aus.

### Eisenbahnpolizei
Die zentrale Direktion der Eisenbahnpolizei ist eine spezialisierte Dienststelle der Föderalen Polizei. Die 1891 gegründete Eisenbahnpolizei ist mit ihren sechs Einheiten vorrangig in Zügen, an Bahngleisen, auf Bahnsteigen der Bahnhöfe und Haltepunkte sowie im Netz der U-Bahn- und Premetro-Stationen tätig. Eine Besonderheit sind die Grenzkontrollen im Eurostar-Terminal des Bahnhofs Brüssel-Süd.

### Lokale Polizei
Die lokale Polizei umfasst 185 Polizeizonen; eine Polizeizone besteht aus einer oder mehreren Gemeinden (Art. 9 GIP). So gibt es beispielsweise in der Region Brüssel-Hauptstadt sechs Polizeizonen (Nrn. 5339–5344), im Bereich der Deutschsprachigen Gemeinschaft die Polizeizonen Weser-Göhl (5292) und Eifel (5291). Die lokalen Polizeibehörden gliedern sich im Allgemeinen in die Bereiche Personal und Logistik, Polizeieinsätze sowie Ermittlungsdienst und die örtlichen Reviere.

## Personal und Dienstgrade
Die Polizeidienste bestehen aus zwei Kadern: dem Einsatzkader und dem Verwaltungs- und Logistikkader (Art. 116 GIP).
| Personalumfang (circa)         | Föderale Polizei | Lokale Polizei (Mindestbestand) | Summe  |
| ------------------------------ | ---------------- | ------------------------------- | ------ |
| Einsatzkader                   | 10.200           | 27.700                          | 37.900 |
| Verwaltungs- und Logistikkader | 3.300            | 2.400                           | 5.700  |
| Summe                          | 13.500           | 30.100                          | 43.600 |

### Einsatzkader
Der Einsatzkader besteht aus Polizeibeamten, die wiederum in drei Kader aufgeteilt sind: Offizierskader, mittlerer Dienst, einfacher Dienst. Die überwiegend bei der lokalen Polizei tätigen Polizeibediensteten sowie das Personal der föderalen Direktion der Sicherung (Sicherungskoordinatoren, -assistenten und -bedienstete der Polizei) sind keine Polizeibeamten, verfügen aber über beschränkte Polizeibefugnisse (Art. 117 GIP). Im Einzelnen ergeben sich die Kompetenzen des Einsatzkaders aus dem Gesetz über das Polizeiamt (GPA).
| Kader                                                        | Dienstgrade (Art. 3 Polizeidienststatut)                                                                                              | Uniform-Abzeichen | Uniform-Abzeichen |  |
| Kader                                                        | Dienstgrade (Art. 3 Polizeidienststatut)                                                                                              | föderale Polizei  | lokale Polizei    |  |
| ------------------------------------------------------------ | --- | ----------------- | ----------------- |  |
|                                                              | |                   |                   |  |
| Offizierskader                                               | Erster Polizeihauptkommissar (1. PHK)                                                                                                 | 1. PHK FP         | 1. PHK LP         |  |
| Offizierskader                                               | Polizeihauptkommissar (PHK) | PHK FP            | PHK LP            |  |
| Offizierskader                                               | Erster Polizeikommissar (1. PK) | 1. PK FP          | 1. PK LP          |  |
| Offizierskader                                               | Polizeikommissar (PK) | PK FP             | PK LP             |  |
| Offizierskader                                               | Polizeikommissar-Anwärter (PKA) | PKA FP            | PKA LP            |  |
|                                                              | |                   |                   |  |
| Kader des Personals im mittleren Dienst                      | Erster Polizeihauptinspektor (1. PHI) – mit Spezialisierung als Polizeiassistent (1. PHI PA) – mit Sonderspezialisierung (1. PHI SSp) | 1. PHI FP         | 1. PHI LP         |  |
| Kader des Personals im mittleren Dienst                      | Polizeihauptinspektor (PHI) – mit Spezialisierung als Polizeiassistent (PHI PA) – mit Sonderspezialisierung (PHI SSp)                 | PHI FP            | PHI LP            |  |
| Kader des Personals im mittleren Dienst                      | Polizeihauptinspektor-Anwärter (PHIA) – mit Spezialisierung als Polizeiassistent (PHIA PA) – mit Sonderspezialisierung (PHIA SSp)     | PHIA FP           | PHIA LP           |  |
|                                                              | |                   |                   |  |
| Kader der Sicherungs- koordinatoren der Polizei (erlöschend) | Erster Sicherungskoordinator der Polizei (1. SKP)                                                                                     | 1. SKP FP         |                   |  |
| Kader der Sicherungs- koordinatoren der Polizei (erlöschend) | Sicherungskoordinator der Polizei (SKP)                                                                                               | SKP FP            |                   |  |
|                                                              | |                   |                   |  |
| Kader des Personals im einfachen Dienst                      | Erster Polizeiinspektor (1. PI) | 1. PI FP          | 1. PI LP          |  |
| Kader des Personals im einfachen Dienst                      | Polizeiinspektor (PI) | PI FP             | PI LP             |  |
| Kader des Personals im einfachen Dienst                      | Polizeiinspektor-Anwärter (PIA) | PIA FP            | PIA LP            |  |
|                                                              | |                   |                   |  |
| Kader der Sicherungs- assistenten der Polizei                | Erster Sicherungsassistent der Polizei (1. SAP)                                                                                       | 1. SAP FP         |                   |  |
| Kader der Sicherungs- assistenten der Polizei                | Sicherungsassistent der Polizei (SAP)                                                                                                 | SAP FP            |                   |  |
| Kader der Sicherungs- assistenten der Polizei                | Sicherungsassistent-Anwärter der Polizei (SAAP)                                                                                       | SAAP FP           |                   |  |
|                                                              | |                   |                   |  |
| Kader der Polizeibediensteten                                | Erster Polizeibediensteter (1. PB) | 1. PB FP          | 1. PB LP          |  |
| Kader der Polizeibediensteten                                | Polizeibediensteter (PB) | PB FP             | PB LP             |  |
| Kader der Polizeibediensteten                                | Polizeibediensteter-Anwärter (PBA) | PBA FP            | PBA LP            |  |
|                                                              | |                   |                   |  |
| Kader der Sicherungs- bediensteten der Polizei               | Erster Sicherungsbediensteter der Polizei (1. SBP)                                                                                    | 1. SBP FP         |                   |  |
| Kader der Sicherungs- bediensteten der Polizei               | Sicherungsbediensteter der Polizei (SBP)                                                                                              | SBP FP            |                   |  |
| Kader der Sicherungs- bediensteten der Polizei               | Sicherungsbediensteter-Anwärter der Polizei (SBAP)                                                                                    | SBAP FP           |                   |  |

### Verwaltungs- und Logistikkader
Der Verwaltungs- und Logistikkader besteht aus den vier Stufen A, B, C und D (A entspricht dem Offizierskader, B dem mittleren, C dem einfachen Dienst). Jede Stufe umfasst mehrere Dienstgrade, darunter mindestens einen gemeinsamen Dienstgrad und in der Regel mehrere spezifische Dienstgrade (Art. 2.3.1 RSPol).

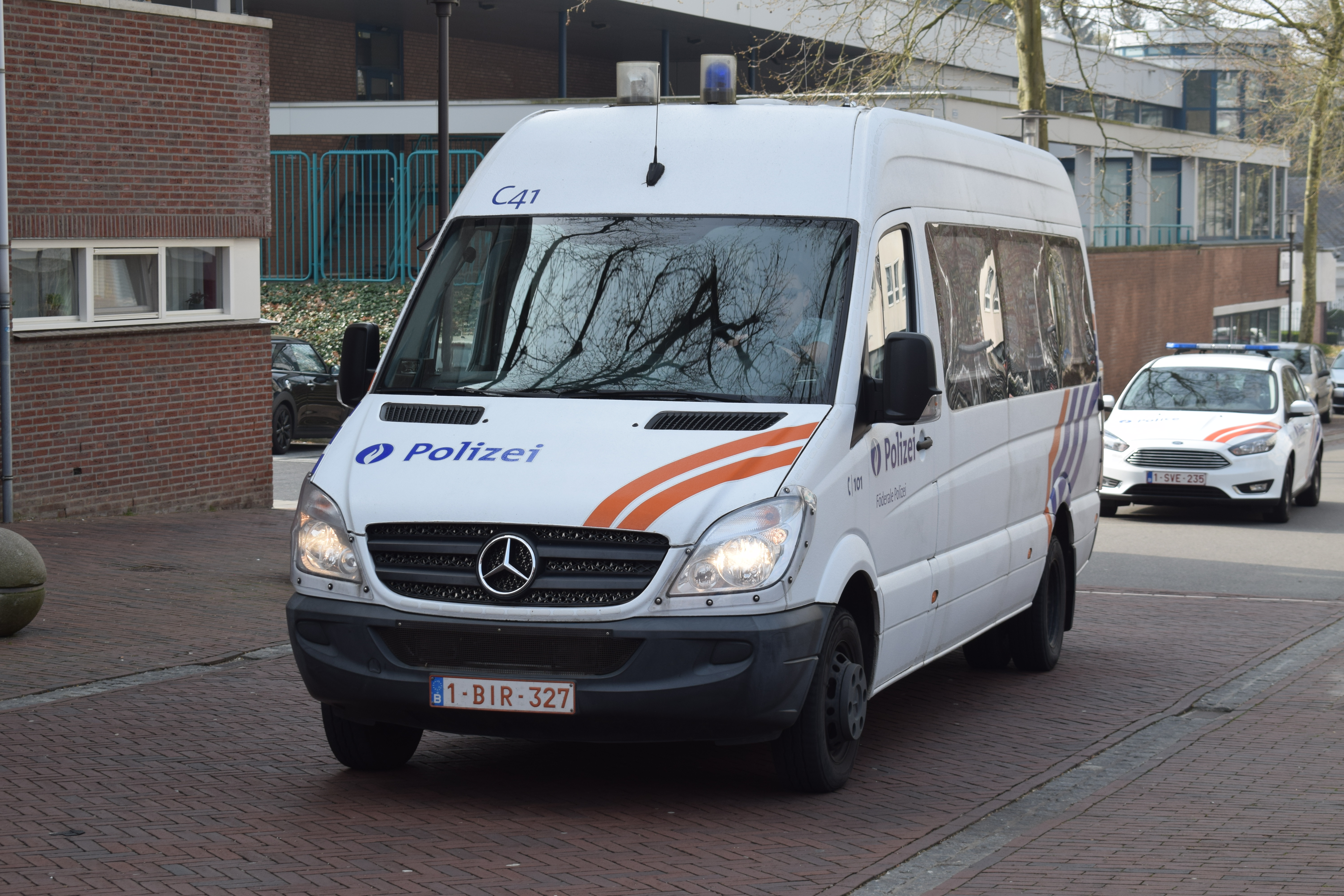
Fahrzeug der föderalen Polizei (ockerfarbene Streifen) in Eupen

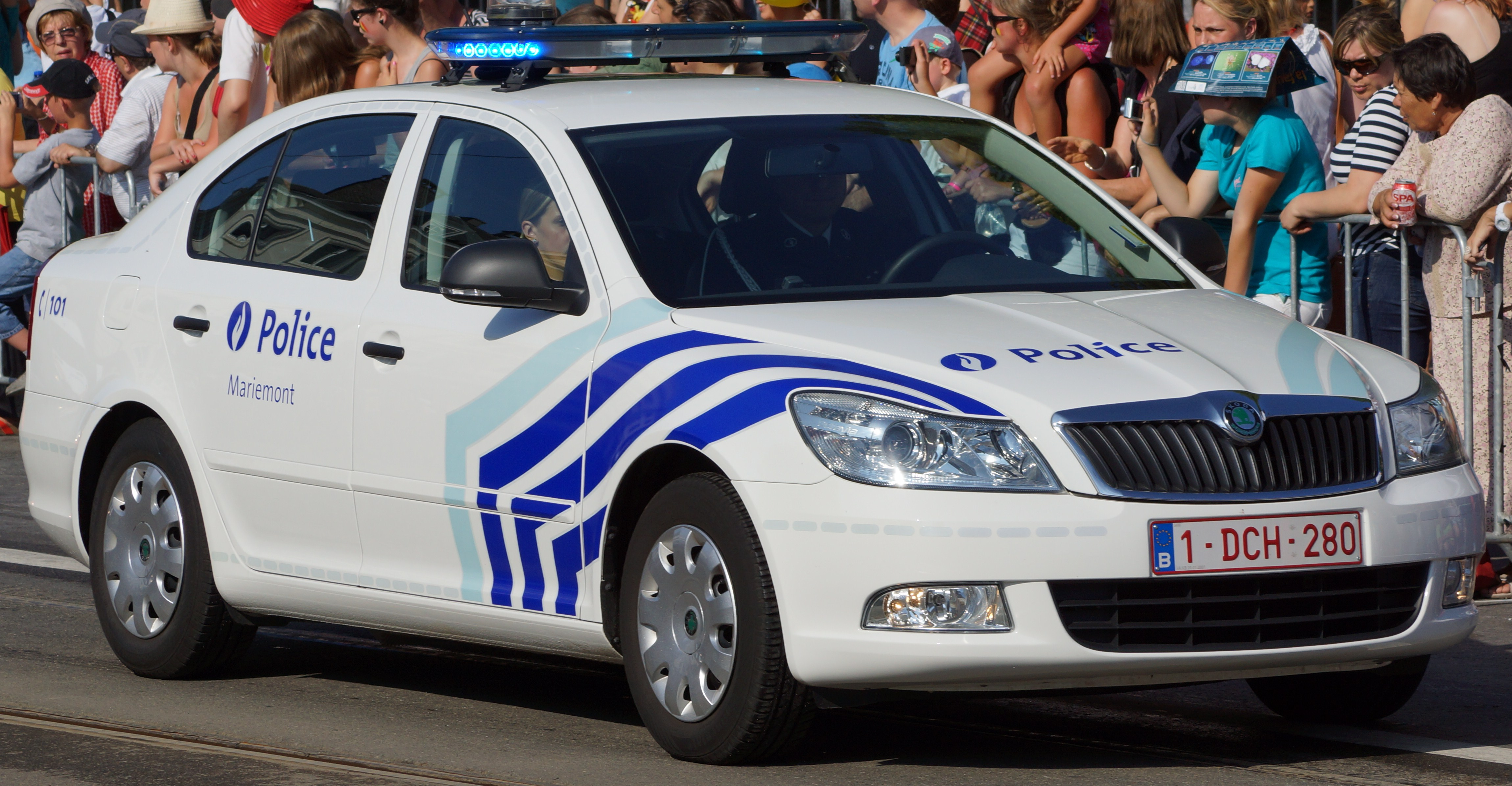
Fahrzeug der lokalen Polizei (hellblaue Streifen)

| Stufe | gemeinsame Dienstgrade                                   | spezifische Dienstgrade |
| ----- | -------------------------------------------------------- | --- |
| A     | Berater                                                  | ICT-Berater Ingenieur Arzt Zahnarzt Tierarzt Apotheker                                                                                                  |
| B     | Konsultant                                               | Direktionssekretär Übersetzer Fotograf ICT-Konsultant technischer Konsultant Sozialarbeiter Buchhalter Krankenpfleger Laborant Kommunikationskonsultant |
| C     | Assistent                                                | ICT-Assistent Facharbeiter |
| D     | Hilfskraft Arbeiter Angestellter qualifizierter Arbeiter | ICT-Techniker |